# Toyota Sera
Toyota Sera (модельне позначення EXY10) ― 3-дверне купе з кузовом 2+2 ліфтбек, яке вироблялося і продавалося компанією Toyota з 1990 по 1996 рр. Офіційно продавалося лише в Японії.
Sera дебютувала в 1988 році як концепт-кар Toyota AXV-II в майже готовому до виробництва вигляді, і відзначилася своїм переважно скляним дахом і дверима-метеликами, які при відкритті нахиляються вгору і вперед. Через рік серійна версія Sera була представлена на Токійському автосалоні 1989 року. Також була показана вертикально розташована модель з електроприводом, щоб продемонструвати двері-метелики і задній люк в дії.
«Sera» походить від майбутнього часу французького дієслова “être”, що означає “бути”.

## Огляд
Sera випускалася з єдиною конфігурацією двигуна і стилем кузова, а також з додатковими конфігураціями трансмісії, гальм, холодного клімату і аудіосистеми. Toyota пропонувала три комплектації, які називалися Phases, і продавала Sera виключно в японських роздрібних магазинах Toyota Auto Store - як альтернативу Toyota MR2, який був ексклюзивно представлений в Toyota Vista Store.
Загалом 15 941 автомобіль було побудовано з лютого 1990 року по грудень 1995 року. 15 852 одиниці було зареєстровано в Японії. Приблизно 30 передсерійних автомобілів було використано для розробки.

## Двигун та коробка передач

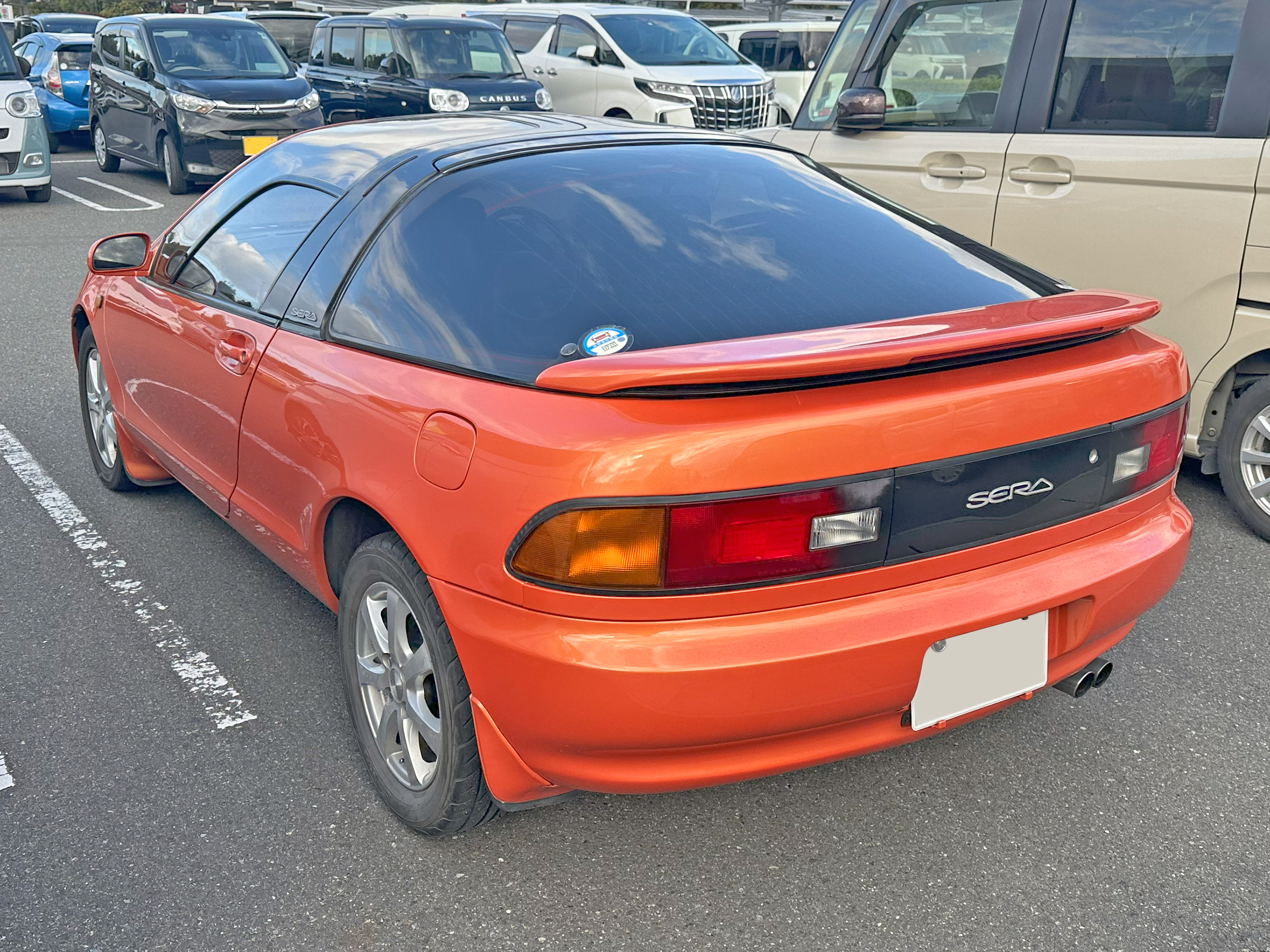

Sera оснащувалася рядним 4-х циліндровим неетилованим бензиновим двигуном 5E-FHE об'ємом 1,5 л (1496 куб.см), найбільшою версією двигунів серії E, що встановлювалися на Paseo і Starlet. Він видає 78 кВт (104 к.с.) і 132 Н⋅м крутного моменту. Він встановлювався на передньомоторну, передньопривідну поперечну компоновку з електронним уприскуванням палива. Всі версії оснащувалися рульовим керуванням з гідропідсилювачем і 4-ступінчастою автоматичною коробкою передач Toyota A242L або 5-ступінчастою механічною коробкою передач Toyota C155. Гальма були вентильовані дискові спереду і барабанні ззаду, за винятком опціональної антиблокувальної гальмівної системи, яка мала вентильовані диски по всьому периметру.
Механічно автомобіль споріднений з Paseo і Starlet, маючи схожі підлогу, підвіску, рульове управління і гальма.

## Дизайн

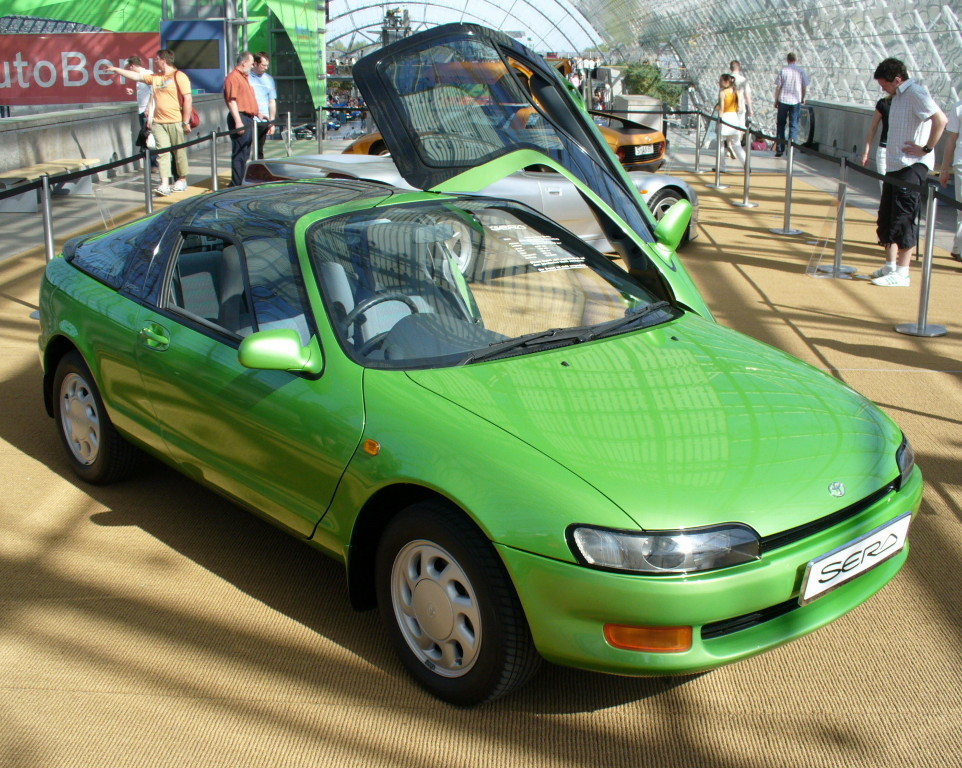
Sera з однією з відкритих дверей

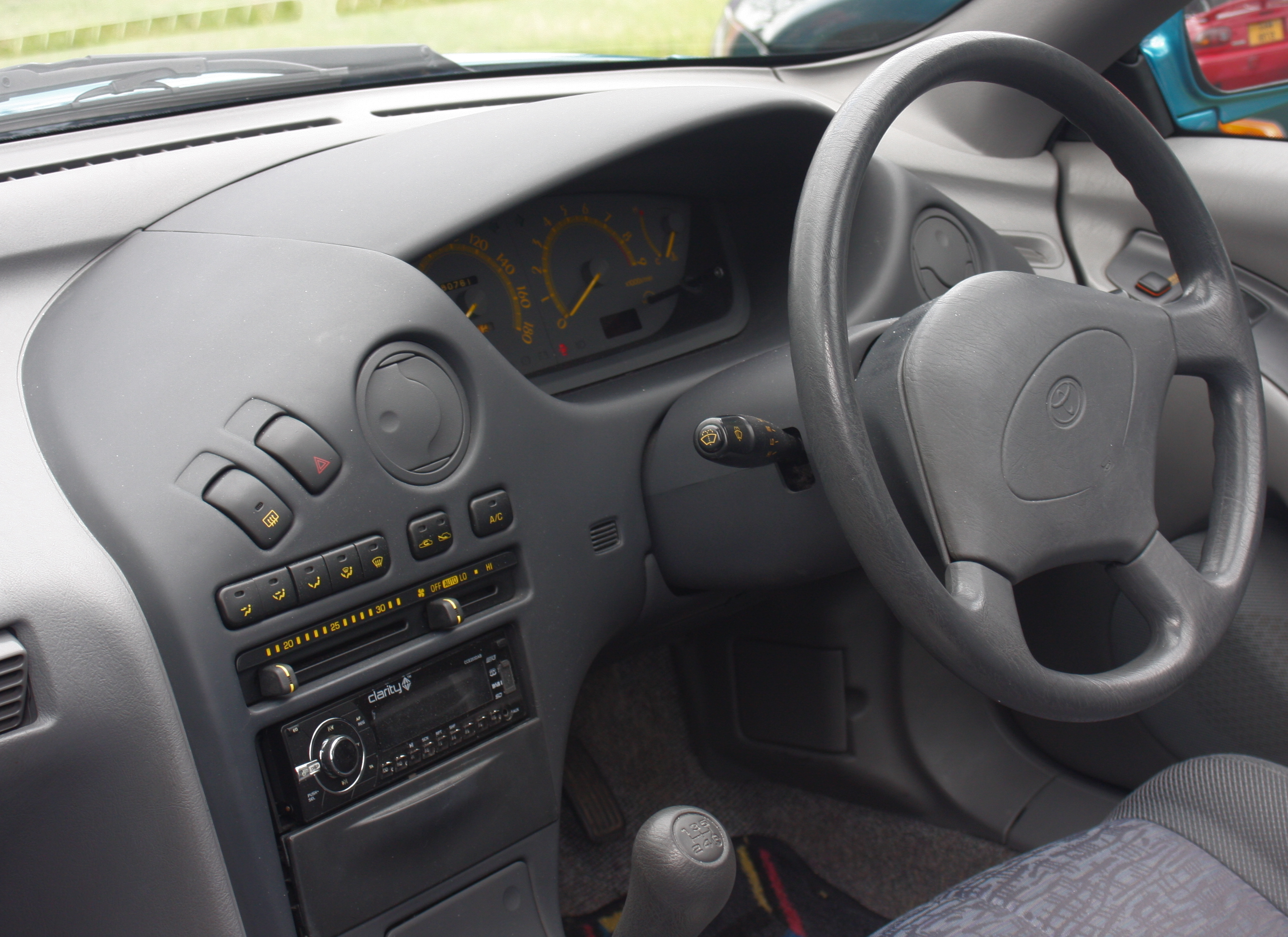
Інтер’єр

Toyota Sera - це 3-дверний хетчбек-купе зі сталевою монококовою конструкцією. Двері-метелики Sera відкидаються на шарнірах у верхній частині лобового скла та внизу стійки А і відкриваються вперед і вгору подібно до McLaren F1 та Saleen S7 - дизайнер McLaren F1 Гордон Мюррей назвав Sera джерелом натхнення для розташування дверей F1. Вага кожної двері підтримується насамперед товстою газовою стійкою і врівноважується меншою вторинною стійкою всередині двері.
На відміну від звичайних відкидних бічних дверей, двері-метелики можна повністю відчинити в досить обмеженому просторі, для цього потрібно лише 43 см бічного простору. Вікна Sera мають вигнуту вгору секцію «скляного даху», що переходить в «скляний дах» автомобіля.
Задній люк виготовлений з цільного шматка скла без несучої сталевої рами. У поєднанні з круто нахиленим переднім лобовим склом і скляними панелями верхніх дверей і даху (загалом шість окремих скляних елементів), це надає Sera характерного козирка і забезпечує відмінну оглядовість, хоча товста В-стійка створює значну сліпу зону, особливо з боку водія. Щоб впоратися з високим сонячним навантаженням, кондиціонер і дві знімні панелі даху в салоні є стандартною комплектацією.

## Інтер'єр
Передні ковшові сидіння оснащені триточковими ременями безпеки і можуть нахилятися і зсуватися вперед, щоб забезпечити доступ до заднього ряду. Заднє сидіння має фіксований центральний підлокітник і дво- або триточкові ремені безпеки.
У звичайній конфігурації салону (з піднятими задніми сидіннями та полицею для посилок) задній вантажний відсік має помітно малий отвір (52 см на 82 см) і підняту кромку, через що багаж доводиться піднімати досить високо, перш ніж його можна буде розмістити всередині. Проте багажник є відносно глибоким і просторим. Крім того, задні сидіння складаються, а полиця для посилок і задня перегородка (зазвичай знаходиться за задніми сидіннями) можуть бути повністю зняті, по суті, перетворюючи всю задню частину автомобіля на вантажний відсік. Таким чином, Toyota Sera має велику кількість доступного простору для зберігання як для свого розміру. Запасне колесо та комплект для його заміни містяться в невеликому відсіку під підлогою багажника, що економить місце.

## Інші особливості
Sera був одним з перших автомобілів з проекційними фарами (хоча концептуальна модель AXV-II 1988 року мала звичайні фари).

## Етапи
Toyota виробляла Sera в трьох різних варіантах комплектації, з механічною або автоматичною коробкою передач, стандартними або ABS гальмами і звичайною стереосистемою або системою Super-Live Sound System («SLSS»), що формували три основні варіанти вибору для покупців. Існувала також велика кількість додаткових заводських опцій, доступних протягом усього виробництва.

### Етап I (березень 1990 - травень 1991)
Початкова збірка і більша частина всього виробництва Sera (близько 12 000 з 15 852 випущених автомобілів):
6 кольорів екстер'єру (зеленувато-жовтий, середньо-блакитний, світло-бірюзовий (синій), винно-червоний, темно-сірий та сріблястий)
бежевий/засмаглий салон або сірувато-блакитний залежно від кольору екстер'єру
байонетна кришка паливного бака
зносостійкий ребристий і тканий матеріал сидінь

### Етап II (травень 1991 - червень 1992)
Було випущено близько 2300 автомобілів другої комплектації, які відрізнялися
пастельний візерунок в основних частинах сидінь з коричневими/сіруватими підлокітниками в залежності від кольору салону
гвинтова кришка паливного баку
різні матеріали сидінь

### Етап III (червень 1992 р. - грудень 1995 р.)
Було виготовлено 1 550 одиниць остаточної версії Sera, яка відрізнялася
сірий салон з тканинами сидінь, які мали додатковий колір, що доповнював колір екстер'єру
деякі зміни в компонентах двигуна
бокові балки безпеки в дверях
опціональні подушки безпеки (які могли автоматично супроводжуватись ABS)
триточкові ремені безпеки задніх сидінь (деякі дуже ранні моделі Фази 3 мали стандартні поясні ремені)
посилені дверні стійки для компенсації бічних балок безпеки
спойлер із суцільного пластику з вбудованим світлодіодним стоп-сигналом високого рівня (єдина зовнішня зміна в Sera).